# Estádio Busan Asiad
O Estádio Busan Asiad ou Estádio Asiad Main é um estádio localizado na cidade de Busan, na Coreia do Sul.
Inaugurado em julho de 2001, foi construído para os Jogos Asiáticos de 2002, sendo também utilizado para partidas na Copa do Mundo de 2002, co-realizada por Japão e Coreia do Sul. Tem capacidade para 56.000 torcedores.
Atualmente é casa do time de futebol Busan I'Park, clube da primeira divisão sul-coreana (a K-League).

## Jogos da Copa do Mundo de 2002
- 2 de Junho: Grupo B -  Paraguai 2 - 2  África do Sul

- 4 de Junho: Grupo D -  Coreia do Sul 2 - 0  Polónia

- 6 de Junho: Grupo A -  França 0 - 0  Uruguai

## Links
- Foto por Satélite - Google Maps